# Sven Wagner (Politiker)
Sven Wagner (* 22. März 1974 in Staßfurt) ist ein deutscher Kommunalpolitiker (SPD). Er war von 2015 bis 2022 Oberbürgermeister der Stadt Staßfurt.

## Leben
Nach seinem Abitur am Heinrich-Heine-Gymnasium in Haldensleben begann er 1992 mit der Ausbildung zum Sozialversicherungsfachangestellten bei der AOK Magdeburg. Seit 2005 arbeitete er als Fachberater im Vertrieb und Marketing der AOK Sachsen-Anhalt. Im April 2015 wurde er in einer Stichwahl gegen den Amtsinhaber René Zok zum Oberbürgermeister gewählt und trat sein Amt am 7. Juli 2015 an. Am 3. April 2022 gewann René Zok wiederum die Stichwahl zum Bürgermeister gegen Wagner.